# Arrhenius-Gleichung
Die Arrhenius-Gleichung, benannt nach Svante Arrhenius, beschreibt näherungsweise eine quantitative Temperaturabhängigkeit bei physikalischen und vor allem chemischen Prozessen, bei denen auf molekularer Ebene eine Aktivierungsenergie überwunden werden muss. Sie beschreibt eine phänomenologische Beziehung und gilt für sehr viele chemische Reaktionen. Sie ist mit der Eyring-Gleichung verwandt, die einen Zusammenhang der mikroskopischen Deutung darstellt.

## Arrhenius-Gleichung in der chemischen Reaktionskinetik

Arrheniusgraph: Zerfall von NO_{2}
nach Kinetik erster Ordnung

Die Arrhenius-Gleichung beschreibt in der chemischen Kinetik für chemische Reaktionen, die mit einer Aktivierungsenergie verbunden sind, die quantitative Abhängigkeit der Reaktionsgeschwindigkeitskonstanten {\displaystyle k} von der Temperatur und nur in Sonderfällen auch vom Druck:
{\displaystyle k=A\cdot \mathrm {e} ^{-{\frac {E_{\mathrm {A} }}{R\cdot T}}}}
mit
- {\displaystyle A} präexponentieller oder Frequenzfaktor, auch Arrhenius-Faktor, entspricht nach der Stoßtheorie dem Produkt aus der Stoßzahl {\displaystyle Z} und dem Orientierungsfaktor {\displaystyle P}: {\displaystyle A=Z\cdot P}
- {\displaystyle E_{\mathrm {A} }} Aktivierungsenergie (Einheit: J·mol−1),
- {\displaystyle R} universelle Gaskonstante (8,314 J·K−1·mol−1),
- {\displaystyle T} absolute (thermodynamische) Temperatur (Einheit: K).

Der Arrheniusgraph ist eine reziproke Darstellung, bei der die logarithmierte Geschwindigkeitskonstante gegen den Kehrwert der Temperatur aufgetragen wird (vgl. Abb.):
{\displaystyle \ln k=\ln A-{\frac {E_{\mathrm {A} }}{R}}\cdot {\frac {1}{T}}=f\left({\frac {1}{T}}\right)}
Zur Bestimmung von {\displaystyle A} und {\displaystyle E_{\mathrm {A} }} wird {\displaystyle k} für mehrere Temperaturen {\displaystyle T} bestimmt. Durch die so erhaltenen Datenpunkte {\displaystyle (\ln k,1/T)} legt man eine Ausgleichsgerade, deren Steigung {\displaystyle -E_{\mathrm {A} }/R} und deren Achsenabschnitt {\displaystyle \ln A} sind.

### Temperaturabhängigkeit des Frequenzfaktors
Die Arrhenius-Gleichung gilt jedoch nicht exakt, weil auch {\displaystyle A} temperaturabhängig ist und häufig der Gesetzmäßigkeit
{\displaystyle A=u^{*}\cdot {\sqrt {T}}}
folgt. Somit nimmt auch der präexponentielle Faktor mit steigender Temperatur in geringem Maß (Wurzelfunktion) zu. Seine Temperaturabhängigkeit ist jedoch deutlich geringer als die des Exponentialterms. In diesem Fall kann eine modifizierte Arrhenius-Gleichung verwendet werden:
{\displaystyle k=B\cdot T^{n}\cdot \mathrm {e} ^{-{\frac {E_{\mathrm {A} }}{R\cdot T}}}}
Mit dem zur Arrhenius-Zahl {\displaystyle \gamma } zusammengefassten Exponenten
{\displaystyle \gamma ={\frac {E_{\mathrm {A} }}{R\cdot T}}}
wird die Arrhenius-Gleichung auch folgendermaßen dargestellt:
{\displaystyle k=B\cdot T^{n}\cdot \mathrm {e} ^{-\gamma }}

## Arrhenius-Gleichung bei anderen Prozessen
Die Temperaturabhängigkeit der Viskosität von Flüssigkeiten, der Ladungsträgerdichte bei Eigenleitung in Halbleitern sowie der Diffusionskoeffizienten in Feststoffen wird ebenfalls durch eine Arrhenius-Gleichung beschrieben.

## Berechnung der Aktivierungsenergie
Durch Messen zweier Geschwindigkeitskonstanten {\displaystyle k_{1}}, {\displaystyle k_{2}} und zweier Temperaturen {\displaystyle T_{1},T_{2}} derselben Reaktion kann die Aktivierungsenergie durch das Aufstellen der Arrhenius-Gleichung für die beiden Messungen wie folgt berechnet werden (unter der Annahme, dass A nicht von der Temperatur abhängt):
{\displaystyle {\begin{aligned}(1)&&k_{1}&=A\cdot \mathrm {e} ^{\frac {-E_{A}}{RT_{1}}}\;,\\(2)&&k_{2}&=A\cdot \mathrm {e} ^{\frac {-E_{A}}{RT_{2}}}\;.\end{aligned}}}
{\displaystyle {\frac {k_{2}}{k_{1}}}={\frac {{\bcancel {A}}\cdot \mathrm {e} ^{\frac {-E_{A}}{R\cdot T_{2}}}}{{\bcancel {A}}\cdot \mathrm {e} ^{\frac {-E_{A}}{R\cdot T_{1}}}}}=\mathrm {e} ^{-{\frac {E_{A}}{R\cdot T_{2}}}+{\frac {E_{A}}{R\cdot T_{1}}}}}
Ziehen des natürlichen Logarithmus und Einführung eines Hauptnenners liefert:
{\displaystyle \ln \left({\frac {k_{2}}{k_{1}}}\right)=-{\frac {E_{A}}{R\cdot T_{2}}}+{\frac {E_{A}}{R\cdot T_{1}}}={\frac {E_{A}}{R}}\cdot {\frac {T_{2}-T_{1}}{T_{1}\cdot T_{2}}}\;.}
Umstellen nach {\displaystyle E_{A}} ergibt schließlich:
{\displaystyle E_{A}=R\cdot \ln \left({\frac {k_{2}}{k_{1}}}\right)\cdot {\frac {T_{1}\cdot T_{2}}{T_{2}-T_{1}}}\;.}
Eine Temperaturerhöhung führt zur Zunahme der Reaktionsgeschwindigkeit. Eine Faustregel, die sogenannte Reaktionsgeschwindigkeit-Temperaturregel (RGT-Regel), sagt bei einer Temperaturerhöhung von {\displaystyle T_{2}-T_{1}=10\ \mathrm {K} } eine Verdopplung bis Vervierfachung der Reaktionsgeschwindigkeit voraus. Der Faktor, um den sich die Reaktionsgeschwindigkeit bei einer Temperaturerhöhung von 10 K ändert, wird als Q10-Wert bezeichnet.
Für eine {\displaystyle {\boldsymbol {n}}}-fach höhere Reaktionsgeschwindigkeit gilt demnach:
{\displaystyle {\boldsymbol {n}}={\frac {k_{2}}{k_{1}}}}
und somit:
{\displaystyle E_{A}=R\cdot \ln({\boldsymbol {n}})\cdot {\frac {T_{1}\cdot T_{2}}{T_{2}-T_{1}}}\;.}